# Blauwe energie

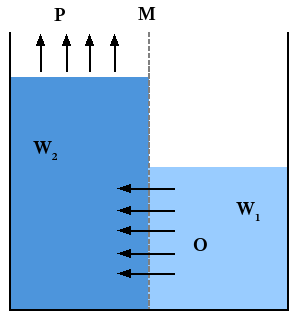
pressure retarded osmosis

Blauwe energie is energie afkomstig uit osmose, dat wil zeggen uit verschillen in zoutconcentratie van twee watermassa's. Een andere naam is salinity gradient power. Door deze watermassa's te scheiden door een membraan kan zowel direct, reversed electro dialysis als indirect, pressure retarded osmosis elektriciteit worden gewonnen. Een dergelijk verschil kan worden benut op plaatsen waar zoetwater in zee stroomt. Deze vorm van duurzame en CO2-vrije energie bevindt zich in een experimenteel stadium.
In theorie kan met elke m3 zoetwater 0,5 kWh aan elektriciteit worden gewonnen. Voorkomen dat de membranen vervuild raakten was de grootste uitdaging. Elektrodialyse is het water door dezelfde membranen en een elektrische spanning zoutvrij maken. Reversed electro dialysis is daar nauw mee verbonden waardoor daar nu wel een grote markt voor is en waarbij juist dankzij het onderzoek daar voor technische vooruitgang is geboekt. De opbrengst van deze membraantechnieken wordt verhoogd door hogere (omgevings)temperaturen terwijl er ook een mogelijkheid is om laagcalorische afvalwarmte te benutten.

## Geschiedenis
De eerste ideeën om deze energie te benutten stammen uit de jaren zeventig. Ontwikkelingsprojecten ontstonden in de jaren negentig en sinds 2009 is er in Noorwegen aan de Oslofjord bij Tofte een kleine proefcentrale van 10 kW. De beheerder, de Noorse energieproducent Statkraft heeft deze proef op basis van pressure retarded osmosis in 2014 beëindigd. Op de Afsluitdijk werkt sinds 2015 een proefinstallatie van 50 kW op basis van reversed electro dialysis, omgekeerde elektrodialyse.

## Zoutoplossing bevat energie
Een zoutoplossing bevat energie. Een voorbeeld daarvan is de test uit de natuurkundeles waarbij water wordt gescheiden door een membraan, zout in één van de compartimenten wordt toegevoegd en vervolgens het waterniveau in het zoute compartiment stijgt. Het oplossen van bijvoorbeeld keukenzout NaCl is, zoals bij de meeste zouten, een endotherm proces: tijdens het oplossen daalt de temperatuur van het water. Het indampen van zoutwater kost meer energie dan van zoetwater. Ook het smelten van ijs door het toevoegen van zout kost energie (de temperatuur van het smeltwater zal zelfs verder dalen). Als men zout en zoet water met dezelfde temperatuur bij elkaar giet, neemt de temperatuur daardoor iets toe. Blauwe energie is een methode om deze vrijkomende energie (gedeeltelijk) om te zetten in elektrische stroom. In feite komt blauwe energie in de natuur al voor. Plantencellen bevatten zouten. Bij verdamping neemt de zoutconcentratie toe. De wand van de plantencel is een membraan zodat door het proces van osmose, de zwaartekracht overbruggend, water van uit de bodem naar boven wordt getransporteerd.

## Methodes
Er bestaan drie methodes om energie op te wekken uit het mengen van zout en zoet water.
De eerste techniek, pressure retarded osmosis PRO is gebaseerd op osmose. Wanneer zoet rivierwater en zout zeewater van elkaar gescheiden zijn door een membraan dat wel water, maar geen opgeloste stoffen zoals zout doorlaat, stroomt zoet water door het membraan naar de zoute kant. Daar wordt zodoende een druk opgebouwd die benut kan worden als energiebron. De druk loopt, bij 10 °C en 3,5% zoutconcentratieverschil, theoretisch op tot 28 bar. Door de optredende verdunning is de feitelijke druk lager. Met de ontstane druk kan een turbine worden aangedreven en elektriciteit worden opgewekt. Als afvalproduct ontstaat brak water, niets anders dan wat zou zijn ontstaan als het water ongehinderd de zee had bereikt. Problemen zijn nog het beperkte vermogen per vierkante meter membraanoppervlak, prijs en de sterkte van de membranen.
Een tweede methode maakt gebruik van omgekeerde elektrodialyse, (Engels: reverse electro dialysis, RED). Stromend zout en zoet water worden hierbij omgeven door ion-selectieve membranen waardoor tussen deze membranen door het selectief doorlaten van respectievelijk positief geladen natriumionen en negatief geladen chloorionen minieme elektrische spanningen ontstaan. Door de membranen in serie te schakelen ontstaat een bruikbare spanning en wordt direct elektriciteit opgewekt. Probleem is nog een te klein vermogen per m² membraanoppervlak. Dat is nu 1,3 W/m². Voor een commerciële toepassing moet dat 2 of 3 W/m² worden. Andere problemen zijn de prijs van de membranen en het optreden van vervuiling van de membranen die immers uiterst fijne filters zijn. In zowel zoet rivierwater als in zeewater bevinden zich restanten van algen en zand- en kleideeltjes. De huidige proefinstallatie op de Afsluitdijk bestaat uit 400 m² membranen met een debiet van 220.000 liter zoet en 220.000 liter zout water per uur en kan 50 kW leveren.
Deze methode kan middels RED Heat to Power ook toegepast worden door laag calorische afvalwarmte te benutten door gebruik te maken van ammoniumwaterstofcarbonaat. Het in dit proces ontstane brakke water wordt door de eigenschap van ammoniumwaterstofcarbonaat dat het bij temperaturen boven de 40 °C uiteenvalt in NH3, CO2 en H2O daarbij geregenereerd tot zoutloos water terwijl met de vrijgekomen NH3 en CO2 in het overige deel van het brakke water na afkoeling weer ammoniumwaterstofcarbonaat wordt gevormd. Dit proceswater bevindt zich hierbij in een cyclus.
Een derde methode maakt gebruik van ammoniak NH3 in een brandstofcel met ion-selectieve membranen (ook in onderzoekfase). Door laagcalorische afvalwarmte wordt hier bij het benodigde concentratieverschil hersteld en restwarmte uit bijvoorbeeld de industrie benut: thermally regenerative ammonia-based battery (TRAB).

## Mogelijkheden voor de energievoorziening in Nederland
Er stroomt gemiddeld meer dan 3300 m³ zoet water per seconde in zee. Het energiepotentieel is daarmee 3,3 GW, bij een theoretisch rendement van 100%, dat gebaseerd is op een energie-inhoud van 1 MJ per m³ zoet water.

### Besparing voor gemalen
In Nederland zijn er veel gemalen die zoet water uit laagliggend land in zee pompen. In plaats van met een normale pomp zouden deze met osmotische druk kunnen werken.
Volgens het blad "De Ingenieur" van 5 april 2006 verbruikt het gemaal bij IJmuiden 10 MW aan pompvermogen. Als osmosegemaal met RED-techniek, "osmaal", zou het 80 MW elektrisch vermogen kunnen leveren.  De kosten van het benodigde membraanoppervlak, 20 km², zijn in 2006 nog te hoog, maar men verwacht dat de prijs van windenergie bereikt zou kunnen worden.

## Blauwe energie als opslag van elektriciteit
Het bedrijf Aquabattery uit Leiderdorp testte in 2018 haar "waterbatterij" op testlocatie The Green Village in Delft. Het bestaat uit 10 vaten van elk 1 m3 met een ion-selectief membraan waardoor bij een stroomoverschot een oplossing van NaCl gescheiden kan worden in zout en zoet water. Het vermogen is 1 kW en de capaciteit is 10 kWh.

## Voorbeelden van testinstallaties

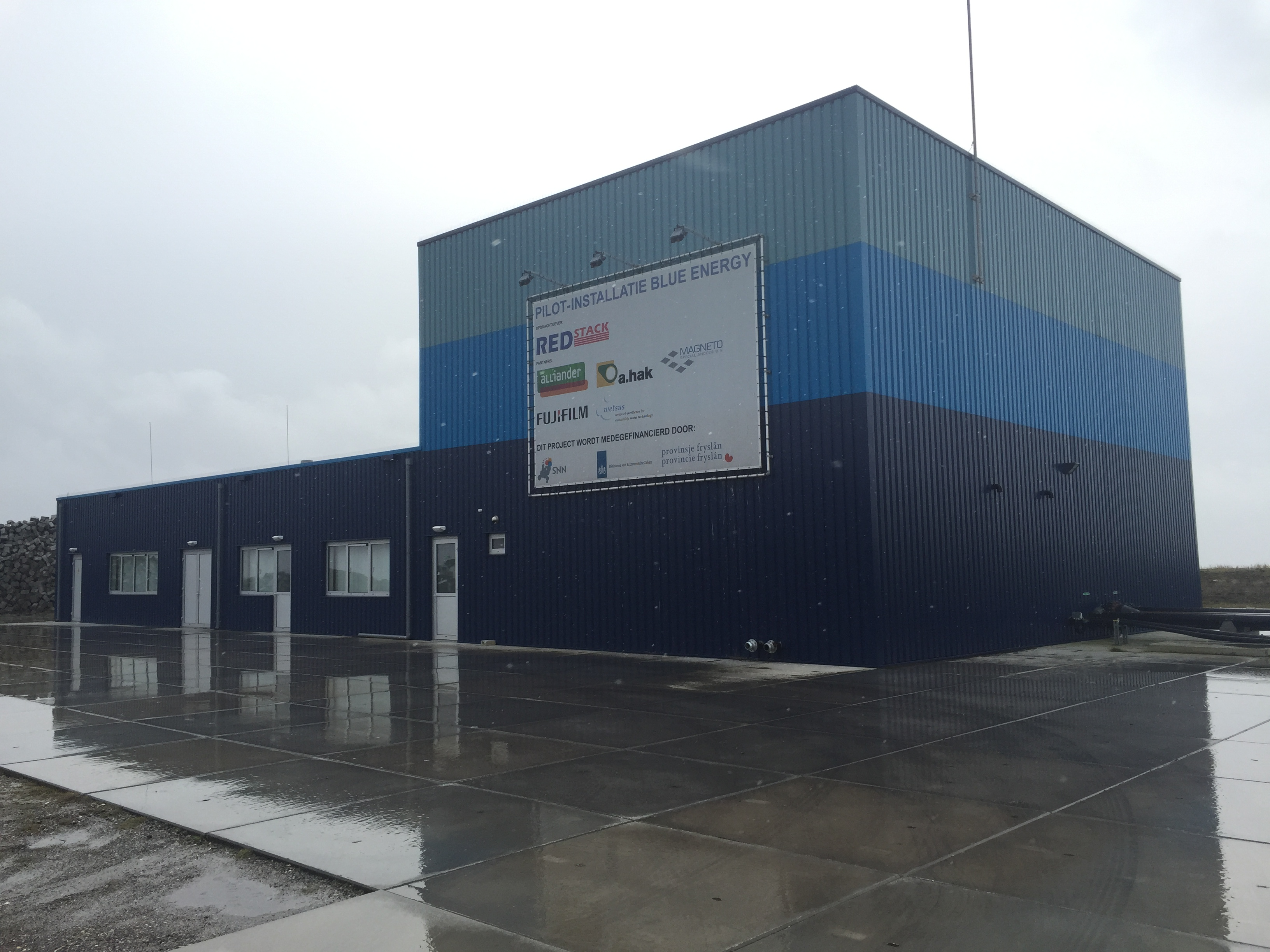
RED-proefinstallatie Afsluitdijk

- 2005 – Een 50 kW-installatie draait in de kustplaats Breezanddijk , dit is op de Afsluitdijk tussen Kornwerderzand en Den Oever. De nadruk ligt op de preventie van de biovervuiling van de anode, kathode en de membranen, en het verhogen van de membraanprestaties.[9]
- 2009 – Op 24 november 2009 werd in Hurum, Noorwegen een PRO-installatie in gebruik genomen. Het is gebouwd door het Noorse Statkraft. Begin 2014 maakte Statkraft bekend te stoppen met dit experiment.[10]
- 2014 – Op 26 november 2014 werd een RED-proefinstallatie in gebruik genomen op de Afsluitdijk. Deze heeft een vermogen van 50 kW. In 2016 moest dit verhoogd worden naar 500 kW,[11][12] maar mei 2020 lijkt dit niet gelukt te zijn.[13] Op 16 juni 2020 publiceerde REDstack op haar website het bericht dat het een prototype Blue Energy Rack met succes heeft ontwikkeld 'wat qua prestaties de gestelde doelen ruimschoots heeft gehaald'. Wat die doelen waren en welke prestaties het prototype heeft geleverd, wordt op de site niet toegelicht.[14]

## Publicaties
- Loeb S., Norman R. S. (1975). Osmotic Power Plants. Science 189: 654-655. DOI: 10.1126/science.189.4203.654.
- Loeb S. (1998). Energy Production at the Dead Sea by Pressure-Retarded Osmosis: Challenge or Chimera?. Desalination 120: 247-262. DOI: 10.1016/S0011-9164(98)00222-7.
- Norman R. S. (1974). Water Salination: A Source of Energy. Science 186, 350-352. DOI: 10.1126/science.186.4161.350.
- Cath T. Y., Childress A. E., Elimelech M. (2006). Forward osmosis: Principles, applications, and recent developments (Review). Journal of Membrane Science 281: 70-87.
- Loeb S. (1988). Comments on the suitability of reverse osmosis membranes for energy recover by submarine osmotic power plants Desalination (Review). Journal of Membrane Science 68: 75-76. DOI: 10.1016/0011-9164(88)80044-4.
- Loeb S. (2002). Large-scale power production by pressure-retarded osmosis, using river water and sea water passing through spiral modules desalination (Review). Journal of Membrane Science 143: 115-122. DOI: 10.1016/S0011-9164(02)00233-3.

## Websites
- Salinity Power UN Report
- Kennislink